# 21 and Over
Pour plus de détails, voir Fiche technique et Distribution.
21 and Over: Les Pistes ou Majeur et vacciné au Québec est une comédie américaine écrite et réalisée par Jon Lucas et Scott Moore et sortie en 2013.

## Synopsis
Étudiant anxieux et effrayé par son père, Jeff Chang vient tout juste d'avoir 21 ans. Pour célébrer l'événement ses deux meilleurs amis, Miller et Casey, l'emmènent faire la tournée des bars.
Mais Jeff doit se présenter à son entretien d'admission en médecine. Miller et Casey oublient l'endroit où Jeff habite, et vont devoir ramener leur ami chez lui à temps, sans se faire prendre par le Dr Chang. Tout cela dans l'alcool, la débauche, et autres mésaventures...

## Fiche technique
- Titre original : 21 and Over
- Titre français : 21 and Over: Les Pistes
- Titre québécois : Majeur et Vacciné
- Réalisation : Jon Lucas et Scott Moore
- Scénario : Jon Lucas et Scott Moore
- Direction artistique : Jerry Fleming
- Décors :
- Costumes : Christine Wada
- Photographie : Terry Stacey
- Son : Javier Bennassar et Mandell Winter
- Montage : John Refoua
- Musique : Lyle Workman
- Production : David Hoberman, Ryan Kavanaugh, Todd Lieberman, Hugo Shong et Andy Yan
- Société(s) de production : Mandeville Films, Relativity Media, SkyLand Entertainment et Virgin Produced
- Société(s) de distribution :  Relativity Media
- Budget :
- Pays de production :  États-Unis
- Langue : Anglais
- Format : Couleurs - 35 mm - 2.35:1 - Son Dolby numérique
- Genre : Comédie
- Durée : 93 minutes
- Dates de sortie :
  - États-Unis : 1er mars 2013

Restrictions:
- -  Québec: 13 ans et plus (Langage vulgaire)

## Distribution
- Miles Teller (VQ : Alexandre Fortin) : Miller
- Skylar Astin (VQ : Kevin Houle) : Casey
- Justin Chon (VQ : Gabriel Lessard) : Jeff Chang
- Sarah Wright (VQ : Catherine Bonneau) : Nicole
- François Chau (VQ : François L'Écuyer) : le Dr. Chang
- Jonathan Keltz (VQ : Nicolas Charbonneaux-Collombet) : Randy
- Daniel Booko (VQ : Hugolin Chevrette) : Julian

Source et légende : Version québécoise (VQ) sur Doublage Québec